# Fran Arko
Fran Arko, slovenski politik, * 21. oktober 1857, Logatec, † 20. julij 1923, Vrhnika.
Arko se je že kot mladenič začel zanimati za javna vprašanja. V rojstnem kraju je ustanovil čitalnico, pozneje »požarno brambo« in posojilnico. Ko se je po 1890 preselil v Postojno, je postal središče notranjske politike v narodnem in naprednem smislu. Vodovod, elektrarna, šola, bolnišnica, mestna hranilnica v Postojni so več ali manj plod njegovega dela. Posebno se je zanimal za kmetijsko-gospodarska vprašanja; bil je vzoren živinorejec, vrtnar in čebelar. Ustanovil je glasilo kmečke stranke »Notranjec« (1907 do 1909) in bil poslanec v deželnem zboru. V mladosti se je bavil tudi s slikarstvom in je naslikal več portretov. Koncem leta 1922 je moral zaradi vse hujšega pritiska fašistov zapustiti Postojno.